# Antestiopsis orbitalis
Espèce
Antestiopsis orbitalis, communément appelé la Punaise du caféier ou la Punaise bigarrée, est une espèce d'insectes hémiptères de la famille des Pentatomidae, originaire d'Afrique.
Cette punaise est inféodée aux plantes de la famille des Rubiaceae, plus particulièrement aux espèces du genre Coffea spp. (caféiers), l'hôte préféré étant Coffea arabica. Elle est considérée, conjointement avec d'autres espèces du genre Antestiopsis, comme un ravageur des caféières d'Afrique australe et orientale, en particulier au Burundi.
En dehors des Rubiaceae, une seule plante hôte est connue pour autoriser le déroulement du cycle biologique complet d'Antestiopsis orbitalis, il s'agit de Solanum anomalum, parfois rencontrée comme mauvaise herbe dans les caféières africaines.
Outre les dégâts directs dus aux adultes et aux larves, cette punaise serait à l'origine du « goût de pomme de terre » (GPDT) que développent certains cafés arabica de la région des grands lacs de l'Afrique de l'Est, qui affecte leur qualité commerciale. Ce goût serait dû à des bactéries de la famille des Enterobacteriaceae encore non identifiées transmises aux caféiers par ces insectes, et qui provoqueraient dans les grains de café une augmentation de la concentration  en isopropylméthoxypyrazine,,.
La punaise bigarrée transmet également aux caféiers des spores de champignons du genre Nematospora : Nematospora coryli [=Eremothecium coryli]  et Nematospora gossypii [=Ashbya gossypii], qui provoquent la pourriture des cerises de café immatures.

## Synonymes
Selon Crop Protection Compendium :
- Antestiopsis lineaticollis (Stål)
- Antestia lineaticolli
- Antestia orbitalis facetus
- Antestiopsis orbitalis bechuana Kirkaldy
- Antestiopsis orbitalis ghesquieri Carayon
- Antestiopsis orbitalis orbitalis Westwood
- Antestia lineaticollis
- Antestia bechuana
- Antestiopsis bechuana
- Antestia ghesquierei
- Antestiopsis ghesquierei
- Antestia orbitalis

## Distribution
L'aire de répartition d'Antestiopsis orbitalis s'étend en Afrique australe et orientale. On rencontre cette punaise notamment dans les pays suivants : Afrique du Sud, Angola, Burundi, Éthiopie, Kenya, Malawi, Mozambique, Namibie, Ouganda, Ruanda, Tanzanie, Zaïre, Zambie, Zimbabwe.